# Клячківський Дмитро Семенович
Дмитро́-Рома́н Семе́нович Клячкі́вський, псевдо: «Блонд», «Охрім», «Роман», «Клим Савур», «Білаш», «Панас Мосур», «Омелян Кримський» та інші (4 листопада 1911, м. Збараж, Королівство Галичини та Володимирії, Австро-Угорщина — 12 лютого 1945, біля села Суськ, Костопільський район, Рівненська область, УРСР) — український військовий діяч, член ОУН та УПА. Полковник УПА, лицар Золотого Хреста Заслуги та Золотого Хреста бойової заслуги 1 класу (посмертно).

## Життєпис
Народився 4 листопада 1911 року в Збаражі (Королівство Галичини та Володимирії, Австро-Угорщина, нині Тернопільської області, Україна). 1932 року закінчив Станиславівську гімназію, де став членом ОУН. 1933 року закінчив торгові курси у Львові. Навчався на юридичному факультеті Львівського університету. З 1932 по 1934 року служив у польській армії.
До 1939 року Клячківський працював в кооперативних організаціях Галичини, зокрема у «Народній торговлі» у Збаражі та Станіславі. З 1938 по 1939 роки був членом Управи спортової організації «Сокіл» у Збаражі, де перебував під сильним впливом українських націоналістів з ОУН. У жовтні 1937 р. був заарештований польською поліцією, деякий час перебував в ув'язненні. Його звинувачували в антиурядовій діяльності, але через відсутність доказів невдовзі звільнили. З 1939 по 1940 року Клячківський був обласним провідником «Юнацтва» ОУН Станіславівщини, де підпільно займався організаційною роботою серед молоді під псевдом «Блонд».
Був заарештований енкаведистами 10 вересня 1940 в Долині. В січні 1941 у Львові відбувся Процес 59-ти, в якому 59 молодих українців звинувачували у приналежності до ОУН та антирадянській діяльності. 18 січня Клячківський був засуджений до смертної кари, яка була замінена на 10 років тюремного ув'язнення та 5 років заслання. Після початку війни його вивезли до тюрми в Бердичеві, Житомирська область, звідки йому вдалося втекти у липні 1941 року.
Керівництво ОУН Степана Бандери спочатку відкидало можливість створення власних мілітарних структур, але у квітні 1942 року на II-й Конференції ОУН(б) під Львовом, було прийнято рішення про створення власних «військових сил». У другій половині 1941 року Клячківський — Провідник ОУН м. Львова, під псевдо «Охрім» Крайовий Провідник ОУН ПЗУЗ (01.1942—02.1945); член Проводу ОУН, організатор і перший командир УПА на Волині (05.1943—11.1943). Причетний до необґрунтованих репресій щодо вояків УПА та цивільного (українського й польського) населення.
Крайовий командир УПА-Північ (11.1943-02.1945). Член ГВШ УПА. Майор (22.01.1944), полковник УПА (посмертно). З лютого по серпень 1944 Дмитро Клячківський перебував на німецькій частині за лінією фронту, тому керував усім повстанським рухом краю Яків Бусел («Галина»), як заступник провідника ОУН і заступник командира УПА-Північ. Відіграв значну роль в організації та розбудові відділів УПА на Поліссі і Волині. Займався розробкою тактики боротьби з гітлерівцями, формуванням кінних підрозділів УПА, організацією самооборони.
12 лютого 1945 року загинув у бою з переважаючими силами НКВС біля Оржівських хуторів Клеванського району на Рівненщині. Ймовірно, похований у Рівному. Посмертно іменований УГВР полковником УПА. 1946 року «Охрім» нагороджений Золотим хрестом бойової заслуги УПА 1 класу. 1952 року «Клим Савур» нагороджений Золотим хрестом заслуги УПА.

Пам'ятник Климу Савуру у Рівному

На місці смерті в урочищі Лісничівка, поблизу селища Оржів на Рівненщині встановлено пам'ятний знак. 9 липня 1995 року на батьківщині Дмитра Клячківського у місті Збаражі йому було встановлено пам'ятник. Ще один пам'ятник було встановлено у місті Рівному. На честь Клима Савура названі вулиці у Луцьку, Володимирі, Тернополі, Ковелі, Костополі, Стрию. На честь нього також названий 83 курінь Уладу пластунів-юнаків та пластунок-юначок імені Клима Савура.

## Роль у Волинській трагедії
На думку частини польських та українських істориків, зокрема Ігоря Ільюшина, Ярослава Грицака, Володимира В'ятровича, Ґжегожа Мотики, Мірослава Шумило, а також за матеріалами міжнародної наукової конференції «Українсько-польський конфлікт на Волині в роки Другої світової війни», проєкту «Волинь-43» Історичної Правди та сайту польського Інституту Національної Пам'яті саме за керівництва Дмитра Клячківського загони ОУН та УПА провели перші масові антипольські акції, які переросли в обопільні етнічні чистки, відомі як Волинська трагедія.
Спірним залишається існування наказу Д. Клячківського проводу УПА. Польські та деякі українські історики, зокрема Ігор Іллюшин, посилаються на існування наказу Клячківського щодо масового знищення польського населення на території. Про такий наказ згадується в допитах НКВС членів ОУН, зокрема Юрія Стельмащука та в його листі Миколі Лебедю. Володимир В'ятрович та інші дослідники вважають, що джерела щодо такого письмового наказу були сфальсифіковані, а протоколи допиту могли бути редаговані радянськими службами. Володимир В'ятрович, розглядаючи допит Стельмащука, висуває гіпотезу, що антипольські акції були місцевою ініціативою Дмитра Клячківського і що рішення керівництва ОУН проводити їх не було, він також наводить протокол допиту Олександра Луцького, в якому той зазначає, що він і Центральний Провід були проти масового знищення населення. Польські та українські історики зазначають, що також інші члени проводу ОУН та УПА висловлювались проти політики Клячківського.
Антипольські акції стали причиною розгляду дій Дмитра Клячківського на III Великому Зборі ОУН, де його дії засуджували Микола Лебедь і Михайло Степаняк. На думку Ігоря Іллюшина наслідком загострення суперечок між керівниками ОУН стало те, що замість Миколи Лебедя головою бюро Центрального проводу в квітні 1943 р. було обрано Романа Шухевича, який встав на захист політики Клячківського. Восени 1943 р. Провід ОУН на чолі з Романом Шухевичем ухвалив рішення про подальше реформування структури УПА, організувавши УПА-Північ на чолі з Д. Клячківським, що цілком охоплювала своєю діяльністю Волинь і Полісся і де в 1943—1944 рр. відбулися найбільш драматичні події українсько-польської війни.